# Mesoleptus obscurellus
Mesoleptus obscurellus là một loài tò vò trong họ Ichneumonidae.